# Torneo Internazionale del Brasile di Formula 2 1971
La stagione 1971 del Torneo Internazionale del Brasile di Formula 2 (Torneio Internacional de Formula 2 do Brasil ) fu disputata su 4 gare. La serie venne vinta dal pilota brasiliano Emerson Fittipaldi su Lotus-Ford.

## La pre-stagione

### Calendario
| Gara | Circuito                            | Giri  | Lunghezza          | Data        | Note                                                                    |
| ---- | ----------------------------------- | ----- | ------------------ | ----------- | ----------------------------------------------------------------------- |
| 1    | Circuito di Interlagos              | 14+14 | 28x7,960=222,88 km | 31 ottobre  | Gara su due manche da 14 giri ciascuna. Classifica per somma dei tempi. |
| 2    | Circuito di Interlagos              | 14+14 | 28x7,960=222,88 km | 7 novembre  | Gara su due manche da 14 giri ciascuna. Classifica per somma dei tempi. |
| 3    | Circuito di Tarumã                  | 30+30 | 60x2,856=171,36 km | 14 novembre | Gara su due manche da 30 giri ciascuna. Classifica per somma dei tempi. |
| 4    | Circuito Oscar Cabalén, Alta Gracia | 35+35 | 70x3,172=222,04 km | 21 novembre | Gara su due manche da 35 giri ciascuna. Classifica per somma dei tempi. |

## Piloti e team
| Team                        | Telaio            | Nr. | Pilota             | Gare   |
| --------------------------- | ----------------- | --- | ------------------ | ------ |
| Rondel Racing               | Brabham BT36-Ford | 1   | Graham Hill        | Tutte  |
| Rondel Racing               | Brabham BT36-Ford | 2   | Tim Schenken       | Tutte  |
| Rondel Racing               | Brabham BT36-Ford | 3   | Bob Wollek         | Tutte  |
| Equipe Tecno Elf            | Tecno TF71-Ford   | 5   | François Cevert    |        |
| Team Bardahl                | Lotus 69-Ford     | 6   | Emerson Fittipaldi | Tutte  |
| Team Bardahl                | March 712-Ford    | 7   | Wilson Fittipaldi  | Tutte  |
| Smog March Engineering      | March 712-Ford    | 8   | Ronnie Peterson    | Tutte  |
| Ecurie Shell Meubles Arnold | March 712-Ford    | 9   | Jean-Pierre Jarier | Tutte  |
| Team Clarke Mordeunt        | March 712-Ford    | 10  | Mike Beuttler      | Tutte  |
| March Engineering           | March 712-Ford    | 11  | Lian Duarte        | 1-2    |
| March Engineering           | March 712-Ford    | 11  | Luiz Bueno         | 3-4    |
| Royal Label Team            | Lotus 69-Ford     | 12  | José Ferreira      | 1-3    |
| Royal Label Team            | Lotus 69-Ford     | 18  | Ronald Rossi       | 1, 3-4 |
| Frank Williams Racing Cars  | March 712-Ford    | 14  | Henri Pescarolo    | 1-2    |
| Frank Williams Racing Cars  | March 712-Ford    | 14  | Arturo Merzario    | 3      |
| Frank Williams Racing Cars  | March 712-Ford    | 14  | Nestro Garcia-Vega | 4      |
| Frank Williams Racing Cars  | March 712-Ford    | 15  | Carlos Pace        | Tutte  |
| Frank Williams Racing Cars  | March 712-Ford    | 22  | José Dolhem        | 4      |
| Reine Wisell                | Lotus 69-Ford     | 16  | Reine Wisell       | Tutte  |
| LIRA-Team Lotus             | Lotus 69-Ford     | 17  | François Migault   | 2, 4   |
| Automovil Club Argentino    | Brabham BT36-Ford | 19  | Carlos Reutemann   | Tutte  |
| Automovil Club Argentino    | Brabham BT36-Ford | 18  | Carlo Ruesch       | Tutte  |
| Racing Team Iris Ceramiche  | Tecno T71-Ford    | 21  | Spartaco Dini      | 1, 3-4 |
| Racing Team Iris Ceramiche  | Tecno T71-Ford    | 21  | Arturo Merzario    | 2      |
| Racing Team Iris Ceramiche  | Tecno T71-Ford    | 22  | Claudio Francisci  | 1, 3   |
| Scuderia Ala d'oro          | March 712-Ford    | 23  | Giovanni Salvati   | 1-3    |
| Eifelland Wohnwagenbau      | March 712-Ford    | 24  | Dieter Quester     |        |
| FIRST                       | Brabham BT36-Ford | 25  | Peter Westbury     | Tutte  |

## Risultati e classifiche

### Risultati
| Gara | Circuito    | Tempo       | Velocità    | Pole position      | GPV                                | Vincitore          | Vettura      |
| ---- | ----------- | ----------- | ----------- | ------------------ | ---------------------------------- | ------------------ | ------------ |
| 1    | Interlagos  | 1'17:00.575 | 173,59 km/h | Wilson Fittipaldi  | Emerson Fittipaldi Ronnie Peterson | Emerson Fittipaldi | Lotus-Ford   |
| 2    | Interlagos  | 1'18.26.5   | 170,42 km/h | Emerson Fittipaldi | Ronnie Peterson                    | Emerson Fittipaldi | Lotus-Ford   |
| 3    | Tarumã      | 1'03:42.44  | 161,39 km/h | Tim Schenken       | Carlos Pace                        | Carlos Reutemann   | Brabham-Ford |
| 4    | Alta Gracia | 1'05:24.28  | 203,69 km/h | Ronnie Peterson    | Tim Schenken                       | Tim Schenken       | Brabham-Ford |

### Classifica piloti
I punti sono assegnati secondo la regola presente:
| Sistema di punteggio | Sistema di punteggio | Sistema di punteggio | Sistema di punteggio | Sistema di punteggio | Sistema di punteggio | Sistema di punteggio |
| Pos.                 | 1°                   | 2°                   | 3°                   | 4°                   | 5°                   | 6°                   |
| -------------------- | -------------------- | -------------------- | -------------------- | -------------------- | -------------------- | -------------------- |
| Punti                | 9                    | 6                    | 4                    | 3                    | 2                    | 1                    |

| Pos  | Pilota             | INT1 | INT2 | TAR | ALT | Punti |
| ---- | ------------------ | ---- | ---- | --- | --- | ----- |
| 1    | Emerson Fittipaldi | 1    | 1    | 2   | Rit | 24    |
| 2    | Carlos Reutemann   | 4    | 2    | 1   | 2   | 24    |
| 3    | Wilson Fittipaldi  | 3    | 3    | 4   | Rit | 11    |
| 4    | Tim Schenken       | Rit  | Rit  | 7   | 1   | 9     |
| 5    | Ronnie Peterson    | 2    | Rit  | Rit | Rit | 6     |
| 6    | Carlos Ruesch      | Rit  | 6    | Rit | 3   | 5     |
| 7    | Peter Westbury     | Rit  | NP   | 5   | 4   | 5     |
| 8    | Carlos Pace        | Rit  | Rit  | 3   | Rit | 4     |
| 9    | Graham Hill        | 6    | 5    | 6   | Rit | 4     |
| 10   | Mike Beuttler      | Rit  | 4    | Rit | Rit | 3     |
| 11   | Giovanni Salvati   | 5    | Rit  | Rit |     | 2     |
| 11   | Luiz Bueno         | NA   | NA   | Rit | 5   | 2     |
| 13   | Spartaco Dini      | NP   | NA   | 10  | 6   | 1     |
| 14   | Jean-Pierre Jarier | 9    | 7    | 8   | Rit | 0     |
| 15   | Bob Wollek         | 7    | Rit  | Rit | Rit | 0     |
| 16   | François Migault   | NA   | Rit  | NA  | 7   | 0     |
| 17   | Reine Wisell       | 8    | Rit  | Rit | Rit | 0     |
| 18   | Lian Duarte        | 10   | 8    | NA  | NA  | 0     |
| 19   | Arturo Merzario    |      | Rit  | 9   | NA  | 0     |
| 20   | Ronald Rossi       | 11   | NA   | Rit | Rit | 0     |
|      | José Ferreira      | Rit  | NP   | Rit | NA  | -     |
|      | Henri Pescarolo    | Rit  | Rit  | NA  | NA  | -     |
|      | Nestor Garcia-Vega |      |      |     | Rit | -     |
|      | Claudio Francisci  | NP   | NA   | NP  | NA  | -     |
|      | José Dolhem        |      |      |     | SQ  | -     |
|      | François Cevert    | NA   |      |     |     | -     |
|      | Dieter Quester     | NA   |      |     |     | -     |
| Pos. | Pilota             | INT1 | INT2 | TAR | ALT | Punti |

| Colore  | Risultati                                                         |
| ------- | ----------------------------------------------------------------- |
| Oro     | Vincitore                                                         |
| Argento | 2º posto                                                          |
| Bronzo  | 3º posto                                                          |
| Verde   | Finita, a punti                                                   |
| Blu     | Finita, senza punti Finita, non classificato (NC)                 |
| Viola   | Non finita (Rit)                                                  |
| Rosso   | Non qualificato (NQ) Non pre-qualificato (NPQ)                    |
| Nero    | Squalificato (SQ)                                                 |
| Bianco  | Non partito (NP)                                                  |
| Celeste | Disputa solo le prove (SP)                                        |
| Celeste | Iscritto alle prove libere - Terzo pilota (TP) - dal 2003 al 2006 |
| Vuoto   | Non prende parte alle prove (NPR)                                 |
| Vuoto   | Iscritto ma non presente, non arrivato (NA)                       |
| Vuoto   | Ritirato prima dell'evento (WD)                                   |
| Vuoto   | Infortunato (INF)                                                 |
| Vuoto   | Escluso (ES)                                                      |
| Vuoto   | Gara cancellata (C)                                               |